# Psi Upsilon

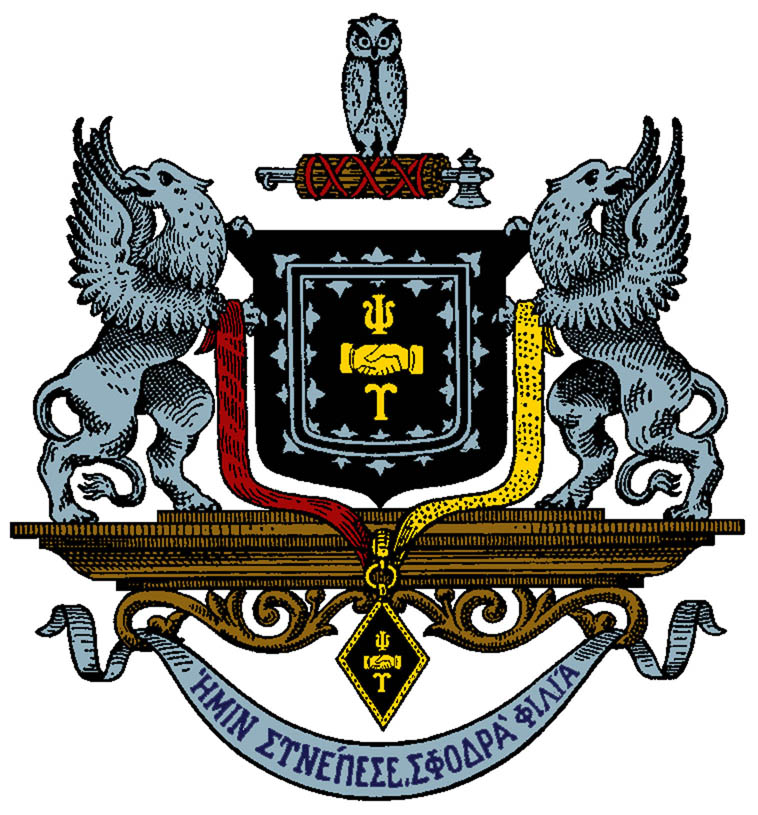
Armoiries des Psi Upsilon.

Psi Upsilon (ΨΥ, Psi U) est la cinquième  Fraternité la plus ancienne aux États-Unis, fondée à l'Union College en 1833. Elle a des chapitres dans des collèges et Universités partout en Amérique du Nord. Pendant une grande partie de son histoire, Psi Upsilon, comme la plupart des fraternités sociales, était réservée aux hommes. Aujourd'hui, il y a plusieurs chapitres mixtes dans la fraternité Psi Upsilon.